# Lihtenštajnska rukometna reprezentacija
Lihtenštajnska rukometna reprezentacija predstavlja državu Lihtenštajn u športu rukometu u međunarodnim rukometnim natjecanjima.
Krovna organizacija je Lihtenštajnski rukometni savez (Liechtensteiner Handball Verband).
Boje lihtenštajnske reprezentacije su plava i crvena.
Nikad se nije natjecala Olimpijskim igrama, ni na svjetskom niti na europskom prvenstvu.

## Vanjske poveznice
- EHF Lihtenštajn